# Monte Mario Alto
Monte Mario Alto è un'area urbana del municipio XIV di Roma Capitale, situata nel suburbio Della Vittoria.
Il nucleo abitativo si estende sulla propaggine nordoccidentale di Monte Mario, nel punto in cui questo si salda con il sistema collinare formato dall'antico Vulcano Sabatino, ed è connesso agli altri quartieri sorti sulla collina dal percorso della via Trionfale. L'altezza di Monte Mario è generalmente indicata in 139 metri s.l.m.; tuttavia includendo la propaggine nordoccidentale su cui si è sviluppata l'area urbana di Monte Mario Alto si raggiungono i 141 metri s.l.m. nella parte sommitale di via Achille Mauri. Nel volume "I geositi del territorio di Roma Capitale", a pag. 164, è riportata la quota di 144 m s.l.m.
Monte Mario Alto rappresenta l'area abitata di più antica edificazione sull'altura di Monte Mario: la sua costruzione ebbe inizio negli anni venti del Novecento su impulso di una cooperativa di impiegati e funzionari delle Poste e Telegrafi che vollero realizzare, in una posizione collinare a breve distanza dal centro di Roma, una città giardino contraddistinta da eleganti villini sul modello della coeva Città Giardino Aniene.

## Geografia fisica

### Territorio
Si trova nell'area nord-ovest della città di Roma.
Confina a nord e ad est con la Riserva naturale dell'Insugherata, a sud e ad ovest con la via Trionfale.
Presso il margine occidentale dell'area urbana si estende l'ex manicomio provinciale di Santa Maria della Pietà, oggi adibito a parco pubblico e ad altre funzioni sanitarie ed amministrative.

## Storia

### L'abitato etrusco
Durante l'edificazione dell'area urbana di Monte Mario Alto a partire dagli anni venti del Novecento sono emerse tracce di un abitato fortificato (oppidum in latino) sviluppatosi in epoca orientalizzante (VIII-VII sec. a.C.) e arcaica (VI sec. a.C.) e contraddistinto da grandi fossati e da una necropoli con tombe anche del tipo a camera scavate nel tufo nei terreni intorno al villaggio. La presenza dell'insediamento, originariamente posto nel territorio controllato dalla città etrusca di Veio, è stato ricollegato al racconto tradizionale della conquista dei Septem pagi (sette villaggi) sulla sponda etrusca del Tevere (litus Tuscus) da parte di Romolo.
Il ritrovamento del fossato largo tra i 5 e gli 8 metri in via Giuseppe Taverna ed in via Giuseppe Allievo, fiancheggiato da un camminamento perimetrale largo un metro sul lato esterno e quasi certamente da una palizzata lignea su aggere su quello interno, permette di individuare i limiti dell'insediamento tra via Giuseppe Taverna e via Giuseppe Allievo / via Floridiana, con il limite meridionale costituito dalla via Trionfale e quello settentrionale da riconoscersi nel giardino di via Allievo. La superficie complessiva dell'abitato era di circa 10 ettari. Le necropoli, secondo consuetudine, si estendevano sui terreni intorno all'abitato: è stata individuata una tomba a camera monumentale di tipo etrusco scavata nel tufo con lungo dromos (corridoio) di accesso, oggi nota sola da documentazione fotografica. La necropoli principale si estendeva negli isolati attorno alla Chiesa di Nostra Signora di Guadalupe (dunque sulla collina adiacente all'abitato), come dimostra il ritrovamento in questi luoghi di almeno due tombe a camera, due a forno, una a fossa e due tombe a corridoio. Gli stessi terreni hanno restituito abbondanti tracce di canalizzazioni e fossati, realizzati in epoca imprecisata per scopi agricoli o di fortificazione, e resti di murature in opera quadrata di tufo, di incerta interpretazione.

### Epoca romana
Resti di una villa romana sono stati segnalati sulla Carta Storica Archeologica Monumentale e Paesistica del Suburbio e dell'Agro Romano a Monte Mario Alto in prossimità dell'incrocio tra via delle Benedettine e via Siro Conti. Altri materiali archeologici sporadici sono stati individuati sulla medesima altura lungo l'asse di via delle Benedettine. Una villa o un edificio adibito alla sosta dei viandanti è stato riconosciuto lungo la via Trionfale presso la stazione di Roma Monte Mario.
Nella parte meridionale dell'area urbana di Monte Mario Alto, parallelo alla via Trionfale, corre la speco dell'Acquedotto Traiano (aqua Traiana), danneggiato dai Goti di Vitige nel VI secolo d.C. durante l'assedio di Roma e ripristinato agli inizi del XVII secolo da papa Paolo V, da cui il nome moderno di Acquedotto Paolo o Acqua Paola. Gli ingegneri romani costruirono l'infrastruttura senza ricorrere alle arcuazioni monumentali che caratterizzano gli acquedotti nel settore orientale della città ma collocandola all'altezza del piano di campagna. Oggi l'acquedotto, ancora in funzione, giace poco al di sotto del piano stradale ed è accessibile per la manutenzione attraverso piccole costruzioni moderne in mattoni con porta in metallo, di cui si conserva un esempio in via Ottavio Assarotti.

### Medioevo

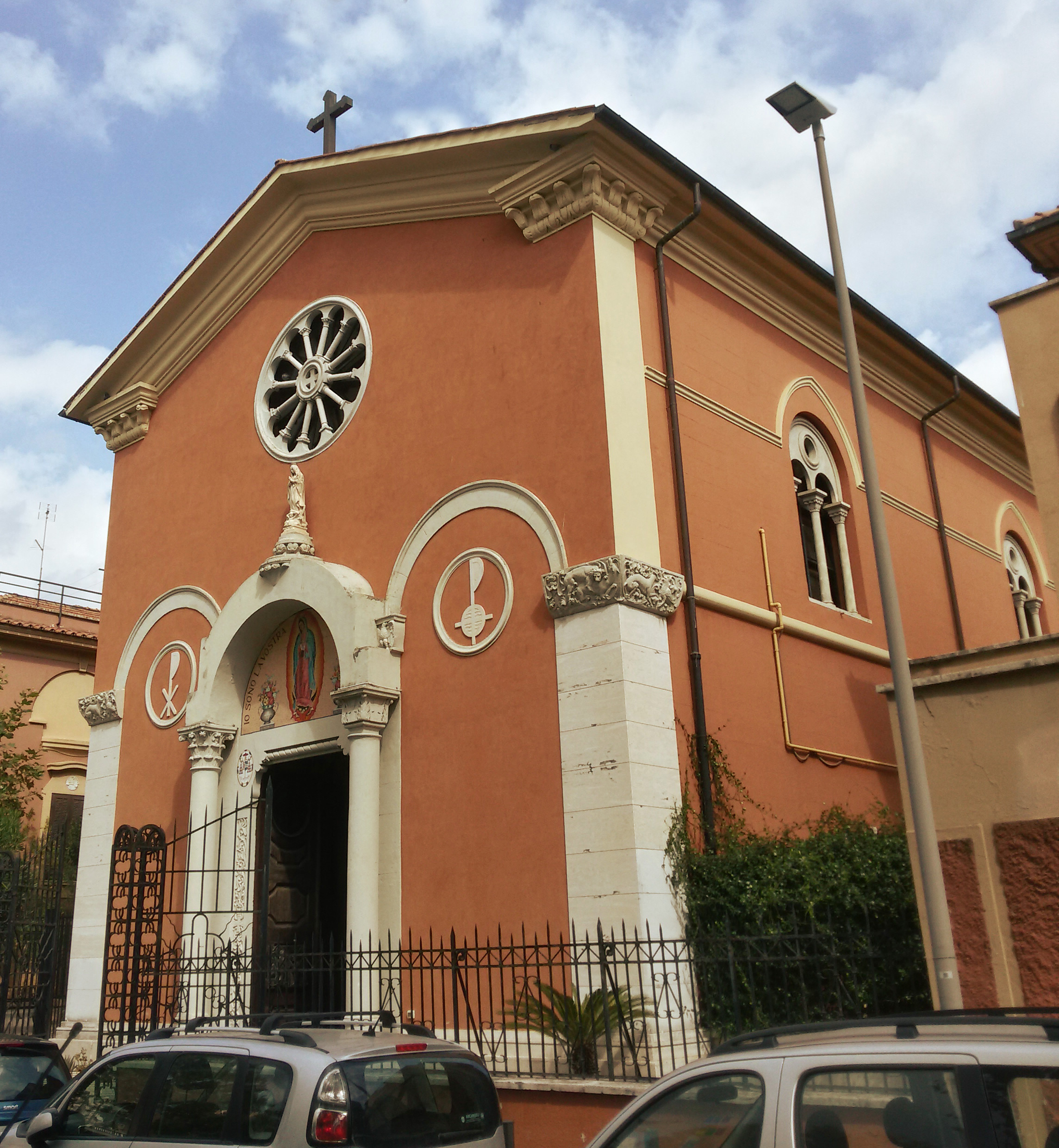
La Chiesa di Nostra Signora di Guadalupe a Monte Mario, realizzata in stile neoromanico tra gli anni venti e trenta del Novecento, con l'ampia piazza lastricata antistante è il fulcro del quartiere di Monte Mario Alto

Monte Mario Alto fu attraversato nel Medioevo dalla via Francigena, principale percorso di collegamento tra Roma e l'Europa centro-occidentale e via preferita dai pellegrini italiani e stranieri diretti a Roma. Dopo aver seguito l'antica via Cassia fino alla località Tomba di Nerone, il percorso piegava a sud attraversano l'attuale Riserva naturale dell'Insugherata e risaliva sulla collina in cui è oggi collocata l'area urbana di Monte Mario Alto. La strada era pressappoco corrispondente alle attuali via Augusto Conti, via Achille Mauri e via Vincenzo Troya; infine si riconnetteva alla via Trionfale e da qui proseguiva verso Borgo e la Basilica di San Pietro in Vaticano, principale meta dei pellegrini medievali.

### Età moderna

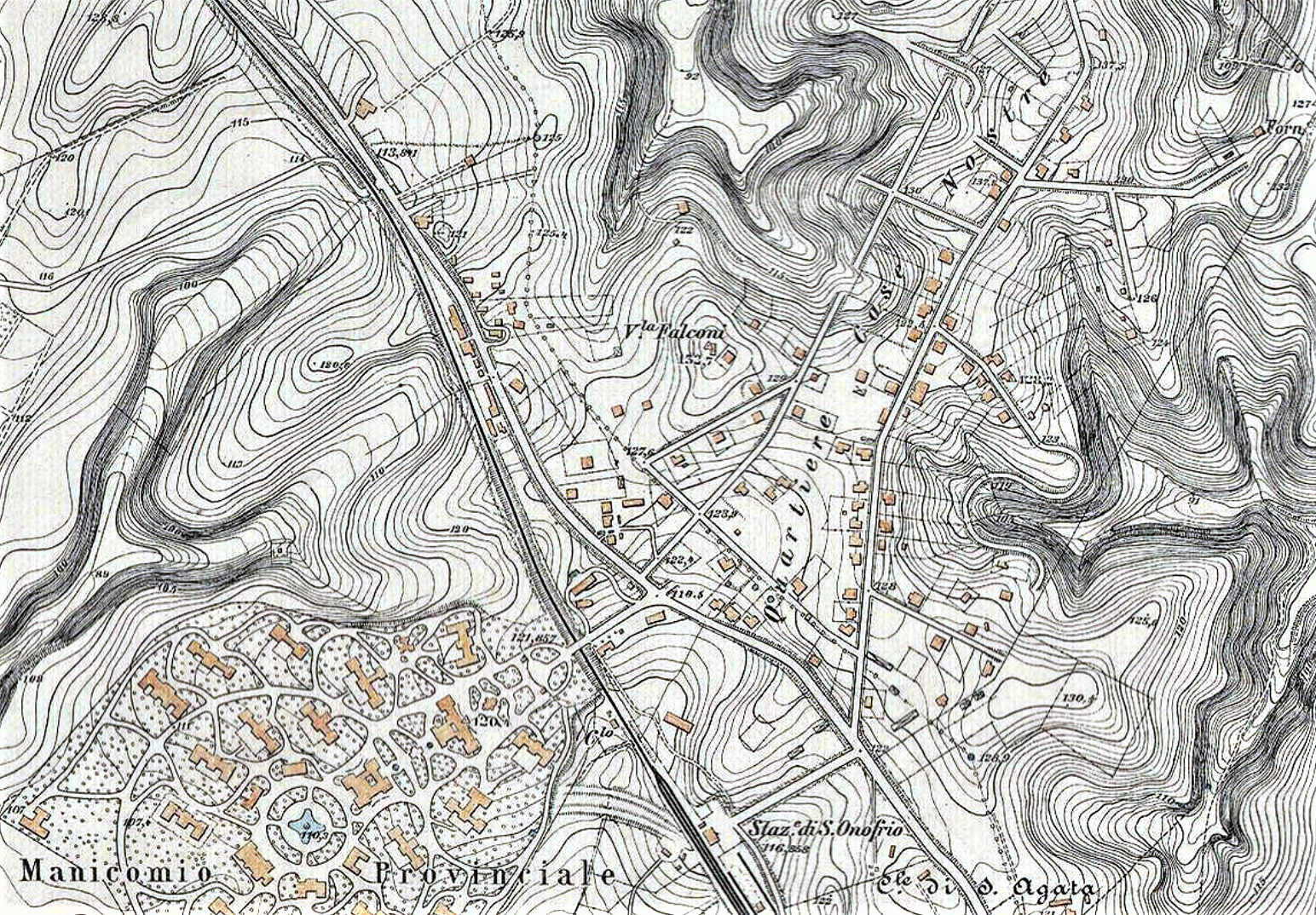
Nella carta IGM redatta tra il 1907 ed il 1924 si individua il primo nucleo abitativo del quartiere di Monte Mario Alto a Roma, allora denominato "Case Nostre", sorto dirimpetto al manicomio provinciale di Santa Maria della Pietà e non lontano dalla stazione ferroviaria di Sant'Onofrio, in seguito ribattezzata stazione di Roma Monte Mario

Tra il 1909 ed il 1914 in quest'area del suburbio di Roma fu realizzato il complesso dell'ex manicomio provinciale di Santa Maria della Pietà, tra i più celebri e vasti ospedali psichiatrici in Europa. In anni recenti i padiglioni sono stati in buona parte recuperati per altre funzioni di pubblica utilità e l'ampio giardino con pineta è stato reso liberamente fruibile come parco pubblico.
Sul lato opposto della via Trionfale agli inizi degli anni venti del Novecento una cooperativa di impiegati statali ("Casa Nostra"), principalmente composta di dipendenti delle Poste e Telegrafi, costruì un insediamento denominato "Case Nostre", contraddistinto da villini cinti da giardini sull'esempio della coeva Città Giardino Aniene e più in generale delle garden cities d'ispirazione anglosassone. Durante i lavori di sterro e di edificazione dei villini vennero individuate in più parti della collina importanti preesistenze archeologiche relative ad una necropoli di tipo etrusco con tombe di varia fattura, resti di muri in opera quadrata e fossati, oltre ad alcuni edifici e sepolcri di epoca romana nel tratto più prossimo alla via Trionfale: in seguito ai primi ritrovamenti del 5 settembre 1921 si rese necessario l'intervento dell'ispettore della Soprintendenza Innocenzo dall'Osso che eseguì indagini di scavo, pubblicate solo nel 1954 da Catia Caprino. Il 27 gennaio 1922 il Comune di Roma deliberava di assegnare alle strade del costruendo quartiere i nomi di illustri pedagogisti ed educatori del XIX secolo, come Vincenzo Troya e Aristide Gabelli.
Buona parte dei villini si conservano ancora nel tessuto urbano di più recente edificazione al cui centro si staglia la neoromanica Chiesa di Nostra Signora di Guadalupe a Monte Mario (1928-1932) con l'omonima piazza antistante, vero cuore del quartiere. Dei circa 300 lotti inizialmente previsti ne furono edificati solo circa 50; l'edificazione dell'area urbana è proseguita nel corso del XX secolo con palazzine di ridotta altezza che hanno contribuito a non snaturare del tutto l'idea originaria di una periferia non intensiva e contraddistinta da zone di verde tra le abitazioni. 
La zona ha oggi preso la denominazione di Monte Mario Alto.
Nel 2004 l'apertura della Galleria Giovanni XXIII e la conseguente connessione con la Tangenziale Est ha permesso una notevole diminuzione dei tempi per il raggiungimento delle altre zone della città da parte della mobilità privata.

## Collegamenti
|  | È raggiungibile dalla stazione di Monte Mario. |

L'area urbana di Monte Mario Alto è attraversata dalla linea 912 di minibus di tipo circolare che collegano l'abitato con la vicina stazione di Roma Monte Mario. Da qui i treni metropolitani della linea FL3 permettono di raggiungere le stazioni poste lungo l'Anello ferroviario di Roma permettendo veloci collegamenti con il centro di Roma e interscambi con la linea A e la linea B della metropolitana. La linea ferroviaria si estende in direzione opposta fino a Viterbo Porta Fiorentina, ma da Viterbo Porta Fiorentina, la linea continua e partono treni per Attigliano/Orte, infatti, continuando, la linea passa per stazione di Montefiascone e altri paesi dell'alto Lazio fino ad arrivare ad stazione di Attigliano, dove passa la linea lenta Roma-Firenze